# Velitelství informačních a kybernetických sil
Velitelství informačních a kybernetických sil  je strategickým nástrojem přispívajícím k bezpečnosti a obraně České republiky. Ve struktuře velení a řízení Armády České republiky spadá do taktické úrovně společně s Pozemními silami, Vzdušnými silami a Velitelstvím teritoria. Nadřízenou (operační) úroveň tvoří Velitelství pro operace, které plánuje, velí a řídí operace sil a prostředků na území České republiky i mimo něj.
Velitelství informačních a kybernetických sil působí nezávisle, společně nebo v součinnosti s ostatními druhy sil a Vojenským zpravodajstvím. Spolupracuje s dalšími prvky kybernetické bezpečnosti a obrany České republiky. Je schopné vést plné spektrum operací v kybernetickém prostoru včetně informačních a psychologických operací a podílet se na civilně-vojenské spolupráci. Je schopné monitorovat, plánovat a řídit operace jak ve prospěch Armády České republiky, tak k podpoře spojeneckých operací. Velitel poskytuje podporu nejvyššímu velení armády v oblasti strategické komunikace.

## Historie
Velitelství informačních a kybernetických sil vzniklo 1. 7. 2019. Předcházelo mu vytvoření organizačního jádra, které připravilo vznik v posádce Brno. Prvním velitelem se stal plukovník generálního štábu Miroslav Feix, později povýšený do hodnosti brigádního generála.
Dne 1. 1. 2020 bylo vyjmuto z organizační struktury Pozemních sil 103. centrum CIMIC/PSYOPS, které bylo reorganizováno na Skupinu Kybernetických sil a Informačních operací a podřízeno do struktury Kybernetických a Informačních sil. Dne 1. 1. 2021 bylo přesunuto do podřízenosti Velitelství informačních a kybernetických sil také Centrum CIRC (Computer Incident Response Capability), které bylo původně součástí Agentury komunikačních a informačních systémů. CIRC provádí proaktivní identifikaci bezpečnostních hrozeb a incidentů pomocí nepřetržitého monitoringu důležitých segmentů datových sítí Ministerstva obrany.
Od 1. května 2023 je velitelem Kybernetických a Informačních sil plukovník generálního štábu Radek Haratek.

## Insignie
Svým tvarem a hlavními prvky navazuje na koncepci znaků velitelství pozemních a vzdušných sil. Ústředním motivem je Malý státní znak umístěný na čepeli meče. Zdůrazňuje návaznost na zmíněná velitelství a odkazuje na státní příslušnost. V pozadí jsou zvýrazněné body, které spojují tenké linie na podkladu geodetické sítě Země. Spojení vyjadřuje kybernetický prostor a jeho globální přesah. Okraj celého znaku je lemován zápisem slova Logos v binárním kódu. Starořecký termín Logos má mnoho významů, mimo jiné rozum, smysl, význam, příběh nebo slovo, což jsou všechno prvky zcela zásadní pro informační operace. Uvedená symbolika odkazující k příslušnosti k České republice, kybernetickému prostoru a informačním operacím shrnuje hlavní směry působnosti velitelství.

## Hlavní úkoly trvalého charakteru
Kybernetické a informační síly plní tyto hlavní úkoly:
- Nepřetržitě působí v kybernetickém prostoru a informačním prostředí
- Integrují a vedou společné operace všedoménového charakteru
- Chrání vlastní síly a prostředky v kybernetickém prostoru
- Podporují strategickou a vedou operační komunikaci
- Koordinují informační operace v různých doménách informačního prostředí
- Poskytují klíčové informace do sdíleného operačního obrazu operačnímu veliteli
- Podporují ochranu před kybernetickými, informačními a hybridními hrozbami České republiky

## Nasazení v operacích

### Domácí nasazení
Příslušníci informačních a kybernetických sil se aktivně podílejí na úkolech týkajících se zvládnutí pandemie onemocnění SARS-CoV-2 a podpoře složek integrovaného záchranného systému České republiky. V minulosti se jednotky rovněž podílely na záchraně lidských životů a majetku i při následné likvidaci škod způsobených povodněmi.

### Zahraniční nasazení
Česká republika jako člen NATO, OSN, EU a dalších mezinárodních organizací se v rámci smluvních závazků účastní zahraničních operací. Kybernetické a informační síly vyčleňují síly a prostředky pro podporu úkolových uskupení Armády České republiky v zahraničí. Aktuálně působí v Mali a Pobaltí. V minulosti se jejich příslušníci podíleli na všech zahraničních operacích armády od jejího vzniku.

## Organizační struktura
Taktickou úroveň velení a řízení zajišťuje Velitelství informačních a kybernetických sil, které plánuje, řídí a organizuje přípravu sil a prostředků včetně podpory strategické komunikace.
- Velitelství informačních a kybernetických sil (VeKySIO)
  - 91. skupina informačního boje (91. skInB)
  - Centrum CIRC (Computer Incident Response Capability)

## Operační prostředí
Změny v celosvětovém bezpečnostním prostředí a následný vývoj operačního prostředí vojenských jednotek vedl Armádu České republiky k provedení zásadních změn, kterými se přizpůsobila novým hrozbám 21. století. Informační a kybernetické síly rozšířily schopnosti armády vést společné operace v novém kyberneticko-informačním prostoru, který je dnes již nedílnou součástí operačního prostředí a prostoru bojových operací. S rozvojem moderních technologií dochází k zásadní změně ve vnímání prostoru vojenské operace. Informace se posouvají do role zbraňového systému, resp. prostředku, který zásadně omezuje nebo rozšiřuje možnosti vedení boje. Kybernetický prostor je od roku 2016 uznán jako další prostor bojiště. Mezinárodní síť Internet umožňuje šíření a zisk informací v reálném čase téměř odkudkoliv. Podobně je možné téměř odkudkoliv vstupovat do kybernetického prostoru České republiky a provádět v něm informační vlivové operace, často jako součást hybridního působení. Kybernetický prostor neomezují hranice států nebo kontinentů, ani tradiční vnímání sousedských a regionálních vztahů založených na fyzické a kulturní blízkosti.

## Informační prostředí
Pro efektivní působení v komplexním prostředí vojenské operace je nutné pochopit zájmy aktérů konfliktu a jejich vzájemné vazby. Na tyto požadavky odpovídá zejména kognitivní/psychologická doména informačního prostředí. Další doménou informačního prostředí je doména virtuální, která reflektuje zvyšující se závislost společnosti na informačních technologiích. Převaha v této doméně se v současnosti stává kritickou pro vedení vojenských operací. Řada pokročilých technologií již není ve výhradním vlastnictví vyspělých států a tyto technologie jsou dostupné i nestátním a kriminálním aktérům. Součástí virtuální domény jsou i platformy sociálních sítí, které spolu s mobilitou chytrých telefonů způsobily „informační revoluci“ v rychlosti a dostupnosti informací. Nebezpečí plynoucí z této „revoluce“ je možnost jednotlivci (organizacemi) výrazně ovlivňovat a zkreslovat interpretaci informací a událostí širokým masám, resp. stírat rozdíly mezi fakty a názory, realitou a fikcí. Poslední doménu informačního prostředí tvoří doména fyzická, tedy svět ve své materiální formě.

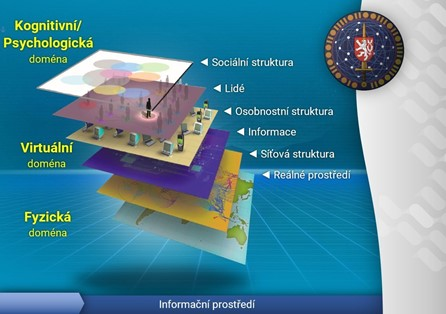
Informační prostředí

Informační prostředí je dle alianční doktríny NATO AJP-3.10 tvořeno šesti vrstvami, které jsou sdruženy do tří domén. Takto rozdělené informační prostředí představuje vymezení oblasti operačního působení informačních operací. Informační prostředí má 3 domény:
- Kognitivní doména – zde dochází k rozhodování na základě přijatých a zpracovaných informací (např. hodnoty, víra, vůle, morálka, etika, dezinformace, společenská témata aj.)
- Virtuální doména – zajišťuje přenos informací (např. elektromagnetické frekvence, výkony vysílání, internet, sociální sítě, virtuální servery aj.)
- Fyzická doména – prostředí, ve kterém jednotliví aktéři na sebe vzájemně působí (např. serverovny, kabelová infrastruktura, vysílací věže, hardware aj.)

Při hlubší analýze informačního prostředí se informační operace zaměřují na jednotlivé vazby prvků a aktérů informačního prostředí v jednotlivých vrstvách:
- Reálný svět a události v něm
- Propojené sítě, které zajišťují přenos informací
- Informace jako takové
- Identity a charakteristiky, které utváří a šíří sdělení a informace
- Lidé jako entita a jednotlivci
- Sociální skupiny a jejich dynamika

## Informační operace
Podstata informačních operací spočívá v koordinační funkci různých vojenských nástrojů, které mají ve výsledku vytvořit požadovaný efekt v informačním prostředí. Obrazně jde tedy o roli dirigenta, který slaďuje vybrané hudební nástroje s cílem vytvořit harmonickou hudbu. Specialisté informačních a kybernetických sil mají za úkol zohlednit všechny aspekty informačního prostředí a se znalostí jednotlivých vojenských nástrojů implementovat svůj záměr působení do společného vojenského plánu. Základním principem činnosti informačních operací je vytváření efektů ve vybraných doménách a vrstvách informačního prostředí tak, aby přispěly k celkovému cíli vojenské operace. Alianční doktrína AJP-3.10 definuje "informační operace" a s nimi spojené informační aktivity takto: Informační operace jsou štábní funkcí, která má za úkol analyzovat, plánovat, vyhodnocovat a integrovat informační aktivity za účelem vyvolat požadované efekty na vůli, pochopení a schopnosti protivníků, potenciálních protivníků a cílových skupin schválených Severoatlantickou radou a tím podpořit alianční cíle. Informační aktivity jsou akce, které ovlivňují informace a informační systémy. Tyto akce mohou provádět všichni aktéři informačního prostředí a zahrnují ochranná opatření. Aby jednotlivé informační aktivity zapadaly do společného plánu vojenské operace, je nutná jejich úzká koordinace, včasná a důsledná integrace a efektivní synchronizace v čase a prostoru s jednotkami pozemních, vzdušných, speciálních a teritoriálních sil Armády České republiky.

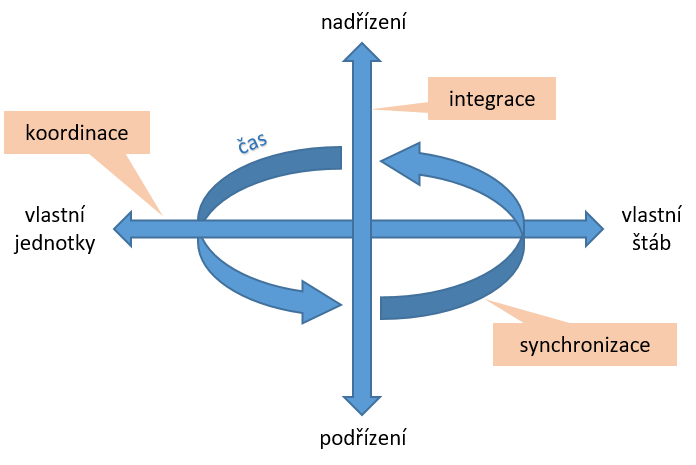
Štábní činnost Informačních operací

### Cíle informačních operací
Informační operace synchronizují a koordinují jednotlivé informační aktivity, které jsou cíleny na ovlivňování aktérů, informační systémy a samotné informace v informačním prostředí. Princip spočívá v modelu, kde jedinec (nebo organizace) je schopen koordinovaně a efektivně působit, má-li zabezpečeny tři předpoklady. První předpoklad je, že má vůli vykonávat nějakou činnost, resp. motivaci a morálku o něco dlouhodobě usilovat. Druhý předpoklad je,že správně vyhodnocuje a chápe situaci, ve které se nachází. Uvědomuje si, co se s ním a okolo něj děje. To je důležité, aby se mohl rozhodnout, co je potřeba dělat dál pro dosažení svého cíle. Třetí předpoklad je, že disponuje prostředky, kterými naplánovanou aktivitu může vykonat nebo předat informace a instrukce k provedení někomu dalšímu. Pokud je alespoň jeden z těchto předpokladů narušen nebo eliminován, nemůže jedinec nebo organizace efektivně konat ve svůj prospěch. Obecným cílem informačních operací je tedy získat výhodu všech předpokladů pro sebe a to samé naopak co nejvíce znemožnit svému protivníkovi.

### Nástroje informačních operací
Specialisté informačních a kybernetických sil v rámci své koordinační funkce využívají pro dosahování efektů širokou škálu vojenských nástrojů a schopností. Kombinací různých informačních aktivit ovlivňují vůli, pochopení a schopnosti svých protivníků a současně se proti takovému ovlivňování brání. Mezi koordinované vojenské nástroje a schopnosti patří:
- Psychologické operace – slouží k ovlivňování postojů, vnímání a chování schválených cílových skupin. Uplatňují se převážně pro vytváření efektů v kognitivní doméně a cílí tedy primárně na vůli protivníka.
- Civilně-vojenská spolupráce – zajišťuje efektivní a důvěryhodný vztah mezi vojenskými jednotkami a civilním prostředím během vojenského konfliktu nebo při působení jednotek v civilním prostředí (humanitární a rekonstrukční aktivity). Uplatňují se zejména pro podporu cílů v kognitivní doméně (hearts and minds aktivity).
- Elektronický boj – působení v elektromagnetickém spektru umožňuje vytvářet efekty ve virtuální doméně pomocí rušení přenosu informací a klamání. Zajišťují efekty vůči pochopení situace a omezují prostředky protivníka.
- Kybernetické operace – moderní technologie v současnosti převažují jako prostředek pro přenos informací. Působení v kybernetickém prostoru je proto stěžejním komponentem informačních operací, kterým lze vyvolávat efekty ve všech třech doménách informačního prostředí.
- Přítomnost, postoj, profil – jedná se o koncept přítomnosti, chování a přátelského/nepřátelského obrazu jednotek působících v prostoru operace. Samotná přítomnost jednotek na určitém místě, v určitý čas a jejich způsob chování a vzezření vysílá jasný signál a informaci. Uplatňuje se zejména pro kognitivní a fyzickou doménu informačního prostředí.
- Klamání – záměrné aktivity zkreslující skutečnost, které uvádí protivníka v omyl, a tedy ke špatným a neúčinným rozhodnutím. Jedná se o vysoce komplexní operační činnost. Zaměřuje se na znemožnění pochopení situace a vytváří efekty ve všech třech doménách informačního prostředí.
- Operační, informační a komunikační bezpečnost – udržuje bezpečnost informací o vlastních jednotkách a činnostech. Chrání vlastní rozhodovací proces a proces velení a řízení vojenských jednotek.